# Alloteratura
Alloteratura is een geslacht van rechtvleugeligen uit de familie sabelsprinkhanen (Tettigoniidae). De wetenschappelijke naam van dit geslacht is voor het eerst geldig gepubliceerd in 1922 door Hebard.

## Soorten
De volgende soorten zijn bij het geslacht ingedeeld:
- Alloteratura angulata Jin, 1995
- Alloteratura bachma Gorochov, 2005
- Alloteratura bakeri Hebard, 1922
- Alloteratura bispina Gorochov, 1993
- Alloteratura carinata Gorochov, 2008
- Alloteratura cervus Gorochov, 1998
- Alloteratura curta Gorochov, 2008
- Alloteratura cyclolabia (Karny, 1923)
- Alloteratura cylindracaudata Jin, 1995
- Alloteratura delicatula (Chopard, 1924)
- Alloteratura gigliotosi (Karny, 1924)
- Alloteratura hebardi Gorochov, 1998
- Alloteratura karnyi Kästner, 1932
- Alloteratura keyica (Karny, 1924)
- Alloteratura klankamsorni Sänger & Helfert, 2004
- Alloteratura kuehnelti Sänger & Helfert, 1996
- Alloteratura lamellata Jin, 1995
- Alloteratura longa Gorochov, 2008
- Alloteratura longicauda (Karny, 1924)
- Alloteratura longicercata (Bolívar, 1905)
- Alloteratura media Gorochov, 2008
- Alloteratura multispina Jin, 1995
- Alloteratura muntiacus Gorochov, 1998
- Alloteratura nepalica Kevan & Jin, 1993
- Alloteratura nigrigutta (Karny, 1924)
- Alloteratura nigrivertex (Karny, 1924)
- Alloteratura penangica Hebard, 1922
- Alloteratura plauta Jin, 1995
- Alloteratura podgornajae Gorochov, 1993
- Alloteratura quaternispina Shi, Di & Chang, 2014[2]
- Alloteratura sandakanae Hebard, 1922
- Alloteratura siamensis Jin, 1995
- Alloteratura simplex (Karny, 1920)
- Alloteratura sinica (Bey-Bienko, 1957)[3]
- Alloteratura stebaevi Gorochov, 1993
- Alloteratura subanalis (Karny, 1926)
- Alloteratura tahanensis (Karny, 1926)
- Alloteratura thanjavuensis Kevan & Jin, 1993
- Alloteratura tibetensis Jin, 1995[4]
- Alloteratura triloba (Karny, 1926)
- Alloteratura werneri (Karny, 1924)
- Alloteratura xiphidiopsis (Karny, 1920)